# Антоніо Дураззіні
Антоніо Дураззіні (італ. Antonio Durazzini, 1740-1810) — італійський лікар та ботанік. Практикував медицину у місті Фільїне поблизу Флоренції.. У 1722 році описав і назвав рід альбіція (Albizia) та вид альбіція іранська (Albizia julibrissin ) на честь флоренційського купця Філліпо дель Альбіці, який виявив це дерево і привіз його до Європи у 1749 році..